# The Fundamental Elements of Southtown
The Fundamental Elements of Southtown es el tercer álbum y el primero para una discográfica principal de la banda estadounidense de nu metal, P.O.D. editado el 24 de agosto de 1999. Marca su debut en Atlantic Records, y fue el primer álbum de platino de la banda, alcanzando el puesto 51 en el Billboard Top 200 en abril de 2000.
«Southtown» y «Rock the Party (Off the Hook)» fueron los sencillos principales del álbum. El álbum también incluye una versión de la canción de U2, «Bullet the Blue Sky».

## Lista de canciones
1. "Greetings" – 1:29
2. "Hollywood" (featuring Lisa Papineau) – 5:22
3. "Southtown" – 4:08
4. "Checkin' Levels" – 1:06
5. "Rock the Party (Off the Hook)" – 3:24
6. "Lie Down" – 5:09
7. "Set Your Eyes to Zion" – 4:06
8. "Lo Siento" – 0:33
9. "Bullet the Blue Sky" (versión de U2 - con Lisa Papineau) – 5:18
10. "Psalm 150" – 0:55
11. "Image" – 3:32
12. "Shouts" – 0:55
13. "Tribal" – 4:26
14. "Freestyle" – 3:57
15. "Follow Me" – 3:43
16. "Outkast" – 9:33

"Outkast" dura hasta el minuto 4:16, la pista oculta "Tambura" empieza en el minuto 6:22